# 小金井神社
小金井神社（こがねいじんじゃ）は、東京都小金井市中町にある神社である。

## 歴史
元久2年（1205年）武蔵野開拓にあたり創建された、菅原道真を祀る天満宮。宝暦元年（1751年)当時の名匠である江戸神田に住む粉川市正康信に、 道真公の坐像（高さ42.4センチ）の彫刻を依頼、現在これが御神体として祀られている。 また、御本堂は宝暦年間の造営であるが、拝殿は明治27年に建てられてたものである。

## 祭神
- 菅原道真

## 宝物類
- 享保17年7月寄進の長い木刀
- 文化元年9月寄進の幕
- 天保9年9月氏子奉納の力石2個
- 天保14年9月芝増上寺64代大僧正梵誉密賢筆天満宮の奉納額
- この地の刀工金井信重製の宝剣一振
- 昭和48年6月市民奉納の石うす塚